# Campionato mondiale femminile di pallavolo 2010
Il campionato mondiale femminile di pallavolo 2010 si è svolto dal 29 ottobre al 14 novembre 2010 ad Hamamatsu, Matsumoto, Nagoya, Osaka e Tokyo, in Giappone: al torneo hanno partecipato ventiquattro squadre nazionali e la vittoria finale è andata per la seconda volta consecutiva alla Russia.

## Qualificazioni
Alle qualificazioni hanno partecipato 94 nazionali di pallavolo, un record assoluto. Grazie alle qualificazioni si sono qualificate alla fase finale del torneo 22 squadre, mentre altre due, il Giappone, paese ospitante e la Russia, campione del mondo in carica, sono qualificate di diritto. La distribuzione delle squadre, nei vari gironi di qualificazione, è avvenuta sia in base al ranking mondiale al 5 gennaio 2008, sia in base al numero di federazioni registrate in ogni continente: hanno partecipato quindi alla fase finale 8 squadre europee (9 se si conta la Russia), 6 squadre nordamericane, 5 asiatiche-oceaniche (6 se si conte il Giappone), 2 squadre sudamericane e 2 squadre africane. Il sorteggio dei gironi è avvenuto il 29 settembre 2008 a Torino.

### Africa
Su un totale di 13 squadre partecipanti alle qualificazioni, si sono qualificate 2 squadre.

### America del Nord
Su un totale di 32 squadre partecipanti alle qualificazioni, si sono qualificate 6 squadre.

### America del Sud
Su un totale di 8 squadre partecipanti alle qualificazioni, si sono qualificate 2 squadre.

### Asia e Oceania
Su un totale di 11 squadre partecipanti alle qualificazioni, si sono qualificate 4 squadre, più il Giappone, paese ospitante.

### Europa
Su un totale di 32 squadre partecipanti alle qualificazioni, si sono qualificate 8 squadre, più la Russia, campione in carica.

## Impianti
|                                                                               |                                                                                     |                                                                                 |
|                                                                               |                                                                                     |                                                                                 |
| Yoyogi National Gymnasium Città: Tokyo Capienza: 13.291 Anno d'apertura: 1964 | Tokyo Metropolitan Gymnasium Città: Tokyo Capienza: 10.000 Anno d'apertura: 1964    | Matsumoto City Gymnasium Città: Matsumoto Capienza: 6.000 Anno d'apertura: 1991 |
|                                                                               |                                                                                     |                                                                                 |
| Hamamatsu Arena Città: Hamamatsu Capienza: 8.000 Anno d'apertura: 1990        | Nagoya Civic General Gymnasium Città: Nagoya Capienza: 10.000 Anno d'apertura: 1987 | Osaka Municipal Central Gymnasium Città: Osaka Capienza: 8.200 Anno d'apertura: |

## Gironi
I gironi sono stati sorteggiati il 24 novembre 2009 a Tokyo. Dopo la prima fase le prime quattro classificate del girone A hanno sfidato le prime quattro classificate del girone D, mentre le prime quattro classificate del girone B hanno sfidato le prime quattro classificate del girone C: le squadre hanno alla seconda fase i risultati ottenuti nelle partite della prima fase, eccetto quelli delle squadre eliminate.
| Girone A                                        | Girone B                                              | Girone C                                                | Girone D                                                 |
| ----------------------------------------------- | ----------------------------------------------------- | ------------------------------------------------------- | -------------------------------------------------------- |
| Algeria Costa Rica Giappone Perù Polonia Serbia | Brasile Kenya Italia Paesi Bassi Porto Rico Rep. Ceca | Croazia Cuba Germania Kazakistan Stati Uniti Thailandia | Canada Cina Corea del Sud Rep. Dominicana Russia Turchia |

## Fase finale - Tokyo

### Finali 1º - 3º posto
|  | Semifinali  | Semifinali  | Semifinali |         |        | 1º/2º posto | 1º/2º posto | 1º/2º posto |  |
|  |             |             |            |         |        |             |             |             |  |
|  | Russia      | Russia      | 3          |         |        |             |             |             |  |
|  | Russia      | Russia      | 3          |         |        |             |             |             |  |
|  | Stati Uniti | Stati Uniti | 1          |         |        |             |             |             |  |
|  | Stati Uniti | Stati Uniti | 1          |         | Russia | Russia      | 3           |             |  |
|  |             |             |            |         | Russia | Russia      | 3           |             |  |
|  |             |             | Brasile    | Brasile | 2      |             |             |             |  |
|  | Brasile     | Brasile     | Brasile    | Brasile | 2      | 3           |             |             |  |
|  | Brasile     | Brasile     |            |         |        | 3           |             |             |  |
|  | Giappone    | Giappone    | 2          |         |        | 3º/4º posto | 3º/4º posto | 3º/4º posto |  |
|  | Giappone    | Giappone    | 2          |         |        |             |             |             |  |
|  |             |             |            |         |        |             |             |             |  |
|  |             |             |            |         |        | Stati Uniti | Stati Uniti | 2           |  |
|  |             |             |            |         |        | Stati Uniti | Stati Uniti | 2           |  |
|  |             |             |            |         |        | Giappone    | Giappone    | 3           |  |

### Finali 5º e 7º posto
|  | Semifinali | Semifinali | Semifinali |         |        | 5º/6º posto | 5º/6º posto | 5º/6º posto |  |
|  |            |            |            |         |        |             |             |             |  |
|  | Serbia     | Serbia     | 0          |         |        |             |             |             |  |
|  | Serbia     | Serbia     | 0          |         |        |             |             |             |  |
|  | Italia     | Italia     | 3          |         |        |             |             |             |  |
|  | Italia     | Italia     | 3          |         | Italia | Italia      | 3           |             |  |
|  |            |            |            |         | Italia | Italia      | 3           |             |  |
|  |            |            | Turchia    | Turchia | 0      |             |             |             |  |
|  | Germania   | Germania   | Turchia    | Turchia | 0      | 2           |             |             |  |
|  | Germania   | Germania   |            |         |        | 2           |             |             |  |
|  | Turchia    | Turchia    | 3          |         |        | 7º/8º posto | 7º/8º posto | 7º/8º posto |  |
|  | Turchia    | Turchia    | 3          |         |        |             |             |             |  |
|  |            |            |            |         |        |             |             |             |  |
|  |            |            |            |         |        | Serbia      | Serbia      | 1           |  |
|  |            |            |            |         |        | Serbia      | Serbia      | 1           |  |
|  |            |            |            |         |        | Germania    | Germania    | 3           |  |

### Finali 9º e 11º posto
|  | Semifinali  | Semifinali  | Semifinali |      |         | 9º/10º posto  | 9º/10º posto  | 9º/10º posto  |  |
|  |             |             |            |      |         |               |               |               |  |
|  | Polonia     | Polonia     | 3          |      |         |               |               |               |  |
|  | Polonia     | Polonia     | 3          |      |         |               |               |               |  |
|  | Paesi Bassi | Paesi Bassi | 2          |      |         |               |               |               |  |
|  | Paesi Bassi | Paesi Bassi | 2          |      | Polonia | Polonia       | 3             |               |  |
|  |             |             |            |      | Polonia | Polonia       | 3             |               |  |
|  |             |             | Cina       | Cina | 0       |               |               |               |  |
|  | Cuba        | Cuba        | Cina       | Cina | 0       | 1             |               |               |  |
|  | Cuba        | Cuba        |            |      |         | 1             |               |               |  |
|  | Cina        | Cina        | 3          |      |         | 11º/12º posto | 11º/12º posto | 11º/12º posto |  |
|  | Cina        | Cina        | 3          |      |         |               |               |               |  |
|  |             |             |            |      |         |               |               |               |  |
|  |             |             |            |      |         | Paesi Bassi   | Paesi Bassi   | 3             |  |
|  |             |             |            |      |         | Paesi Bassi   | Paesi Bassi   | 3             |  |
|  |             |             |            |      |         | Cuba          | Cuba          | 0             |  |

## Podio

### Campione
Formazione: 1 Borodakova, 2 Machno, 3 Duskrjadčenko, 4 Konstantinova, 5 Sokolova, 7 Krjučkova, 8 Hončarova, 9 Fateeva, 11 Gamova, 12 Uljakina, 13 Starceva, 14 Kabešova, 15 Košeleva, 16 Merkulova, CT: Kuzjutkin

### Secondo posto
Formazione: 1 Claudino, 2 Gattaz, 3 Lins, 5 A. da Silva, 6 de Menezes, 8 de Carvalho, 10 Gonzaga, 11 J. da Silva, 12 Pereira, 13 de Castro, 14 de Oliveira, 16 Garay, 17 de Souza, 18 Brait, CT: Guimarães

### Terzo posto
Formazione: 1 Kurihara, 2 Nakamichi, 3 Takeshita, 4 Inoue, 5 Ōtomo, 6 Sano, 7 Yamaguchi, 9 Ishida, 11 Araki, 12 Kimura, 14 Ebata, 16 Sakoda, 17 Ino, 19 Hamaguchi, CT: Manabe

## Classifica finale
| Classifica | Squadre         |
| ---------- | --------------- |
|            | Russia          |
|            | Brasile         |
|            | Giappone        |
| 4          | Stati Uniti     |
| 5          | Italia          |
| 6          | Turchia         |
| 7          | Germania        |
| 8          | Serbia          |
| 9          | Polonia         |
| 10         | Cina            |
| 11         | Paesi Bassi     |
| 12         | Cuba            |
| 13         | Corea del Sud   |
| 13         | Thailandia      |
| 15         | Perù            |
| 15         | Rep. Ceca       |
| 17         | Costa Rica      |
| 17         | Croazia         |
| 17         | Rep. Dominicana |
| 17         | Porto Rico      |
| 21         | Algeria         |
| 21         | Canada          |
| 21         | Kazakistan      |
| 21         | Kenya           |